# Výstavní síň Fotochema

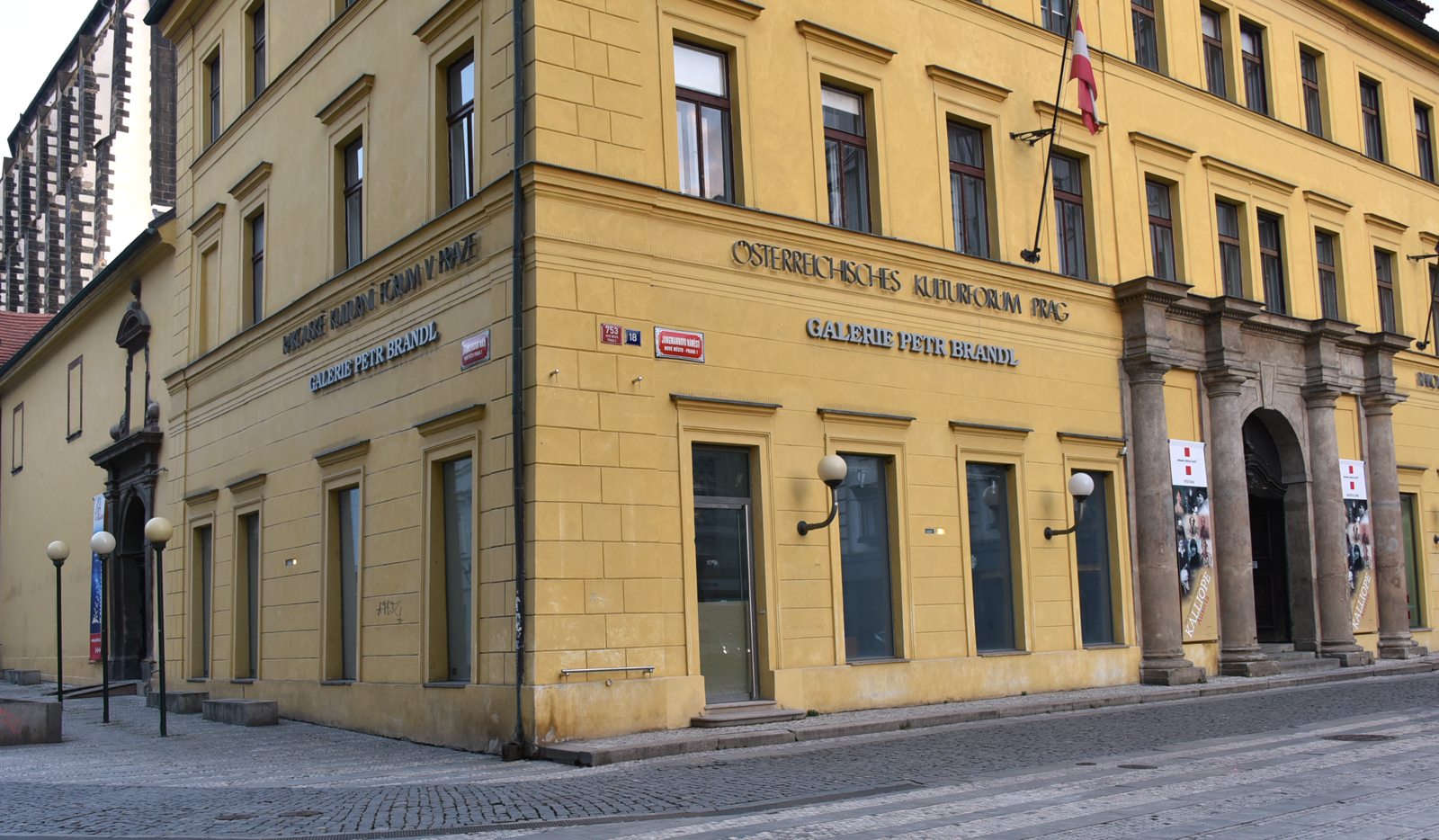
Bývalá galerie Fotochema, Jungmannovo nám. 18

Výstavní síň Fotochema (Jungmannovo nám. 18, Praha 1) byla v době vzniku první specializovanou fotogalerií ve střední Evropě. Fungovala v letech 1957 až 1991.

## Historie
Značku Fotochema si zaregistroval roku 1919 ing. Evžen Schier, zakladatel a spolumajitel firmy IBIS, která v Nuslích od roku 1919 vyráběla fotografické a diapozitivní desky. Samotnou firmu Fotochema založili roku 1921 v Hradci Králové Ing. Evžen Schier, Antonín Kopista a podnikatelé Vilém Porkert a Richard Dubský. Podnik zprvu produkoval fotografické desky a chemikálie, později černobílé fotopapíry a svitkové filmy pod ochrannou značkou FOMA. Ve 30. letech se Fotochema se stala největším výrobcem fotomateriálů v Československu. Za války vyráběla částečně pro německou firmu Langebartels Berlín. Roku 1949 byla spolu s firmami NEOBROM Brno a AKO Český Brod znárodněna a vznikl státní podnik Fotochema, který se stal nejvýznamnějším výrobcem fotomateriálů v socialistických zemích, zejména po zavedení výroby barevných filmů Fomacolor (1958) a inverzního barevného filmu Fomachrom (1971).
Firma Fotochema si vždy zakládala na kontaktu s fotografy a umělci a proto založila Výstavní síň Fotochemy jako vůbec první evropskou galerii specializovanou na fotografii. Galerie zahájila činnost výstavou novinářské fotografie 30. prosince 1957 a pravidelný provoz v červnu 1958. Významným obdobím byla druhá polovina 60. let, kdy se v programu výstav galerie objevují tvůrci edice Umělecké fotografie Státního nakladatelství krásné literatury, hudby a umění.
Počátek normalizace znamenal útlum výstavní činnosti a obnova nastala až v 80. letech, kdy zde vystavovala řada známých českých fotografů. Galerii vedl v letech 1983–1986 Martin Hruška a po něm Karel Jirkal. Po restituci budovy činnost galerie roku 1991 přerušil Řád menších bratří-františkánů a její prostory po rekonstrukci pronajal firmě Hugo Boss. Od roku 2011 v jejích prostorách působila komerční Galerie Petra Brandla.

## Výstavy (výběr)
- 1959 Václav Jírů: Fotografie
- 1960 Olga Michálková: Fotografie
- 1960 Karel Šmirous: 50 let barevné fotografie
- 1962 Karel Drbohlav: Divadelní fotografie
- 1966 Miroslav Bílek: Fotografie
- 1966 skupinová výstava edice Umělecké fotografie SNKLHU[3]
- 1967 Fotografie Miloslava Stibora
- 1968 Jiří Všetečka: Fotografie
- 1968 skupinová výstava edice Umělecké fotografie SNKLHU
- 1969 Zdeněk Chrapek: Mezinárodní hudební festivaly Pražské jaro ve fotografii
- 1971 Jan Saudek: Fotografie 1960 - 1970
- 1972 Vladimír Birgus
- 1975 Jaroslav Kučera: Setkání s člověkem
- 1975 IV. členská výstava fotografií
- 1979 Jaromír Kalmus: Tatranské pastorale
- 1980 Jaroslav Novotný: Cirkus
- 1981 Václav Toušek, Karel Pokorný, Martin Čapek: Práce z let 1979 - 1981[1]
- 1981 Jiří Hanke: Fotografie 1975-1980
- 1983 Jaroslav Kučera: Fotografie
- 1983 Zdeněk Thoma: Kouzlo japonských zahrad
- 1983 Fotoodělení SUPŠ Brno
- 1983 Štěpán Grygar: Fotografie
- 1984 Jan Brodský
- 1984 Jan Šplíchal: Výstava fotomontáží
- 1985 Petr Zhoř: Fotografie
- 1985 Miroslav Hucek: Fotografie
- 1985 Pavel Jasanský: Fotografie,
- 1985 Emila Medková: Výběr z fotografického díla
- 1985 Jaroslav Krejčí: Fotografie
- 1986 Pavel Mára: Fotografie, serigrafie, reliefy
- 1986 Zdeněk Lhoták: Fotografie
- 1986 Daniela Sýkorová
- 1986 Miroslav Machotka
- 1986/11  Vladimír Kozlík: Fotografie
- 1987 Jiří Hanke: Otisky generace
- 1987 Alain Fleischer: Fotografie
- 1987 Pavel Baňka: Fotografie
- 1987 Naďa Rawová: K obrazu svému
- 1988 Mario Giacomelli
- 1989 Jaromír Knotek: Výběr prací z let 1978 - 1988
- 1989 George R. Janecek: Before and After: 1964 - 1984 / Předtím a potom: 1964 - 1984
- 1990 Jan Hudeček: Autobiografie
- 1990 Werner Thiel: Fotografie
- 1990 Šimon Caban: ...s kůží na trh
- 1990 Karel Kameník
- 1990 Antonín Kratochvíl: Fotografie
- 1991 Josef Šnobl: Nakt
- 1991 Štěpán Grygar: Fotografie
- 1991 Karel Kuklík: Krajina